# Skövde stadsförsamling
Skövde stadsförsamling var en församling  i Skara stift i nuvarande Skövde kommun. Församlingen uppgick 1916 i Skövde församling.
Som församlingskyrka användes Skövde kyrka.

## Administrativ historik
Församlingen bildades när ur en äldre Skövde församling Skövde landsförsamling bröts ut på 1500-talet och den kvarvarande delen kring Skövde stad fick detta namn. Församlingen och uppgick 1916 i en återbildat Skövde församling.
Församlingen var moderförsamling i pastoratet Skövde stadsförsamling, Skövde landsförsamling, Ryd, Våmb, Hagelberg och (Norra) Kyrketorp som även till 1862 omfattade Sventorps, Suntetorps och Forsby församlingar.

## Kyrkoherdar
| Ämbetstid | Namn                        | Levnadstid | Övrigt                                      |
| --------- | --------------------------- | ---------- | ------------------------------------------- |
| 1544      | Olof                        |            |                                             |
| 1556–1568 | Paulus Pauli                | –1568      |                                             |
| 1569–1569 | Gunnar Arneri               |            | Senare kyrkoherde i Lödöse församling.      |
| 1574–1579 | Jonas Arvidi                |            |                                             |
| 1579–1608 | Andorus Magni               | 1556–1608  |                                             |
| 1610–1620 | Sylvester Johannis Phrygius | 1576–1628  | Senare superintendent över Göteborgs stift. |
| 1621–1625 | Thorstanus Erici            | –1625      |                                             |
| 1627–1661 | Gunnar Berginus             | 1589–1661  | Kontraktsprost och riksdagsman.             |
| 1662–1672 | Andreas Helg. Helgonius     | 1619–1672  | Kontraktsprost.                             |
| 1673–1698 | Andreas Ol. Juvenius        | 1611–1698  | Kontraktsprost.                             |
| 1700–1715 | Andreas Rhodin              | 1649–1715  | Kontraktsprost och riksdagsman.             |
| 1717–1722 | Gustavus Jonae Salonius     |            | Senare kyrkoherde i Nagu.                   |
| 1722–1746 | Eric Siberg                 | 1688–1746  | Kontraktsprost och riksdagsman.             |
| 1746      | Sven Baelter                |            | Domprost i Växjö                            |
| 1747–1766 | Paul Themptander            | 1692–1766  | Kontraktsprost.                             |
| 1768–1711 | Ulrik Daniel Woltemat       | 1729–1771  |                                             |
| 1772–1793 | Arvid Ferelius              | 1725–1793  | Kontraktsprost.                             |
| 1796–1809 | Erik Dahl                   | 1749–1809  | Kontraktsprost och riksdagsman.             |
| 1811–1822 | Per Malmström               | 1758–1834  | Senare kyrkoherde i Stora Tuna församling.  |
| 1823–1845 | Elias Christopher Grenander | 1774–1845  | Kontraktsprost och riksdagsman.             |
| 1846–1854 | Per Hasselrot               | 1805–1854  | Riksdagsman.                                |
| 1857–1867 | Gustaf Adolf von Haugwitz   | 1807–1867  |                                             |
| 1869–     | Gustaf Thorsander           | 1809–1885  |                                             |

## Organister
| Period    | Namn                     | Levnadstid   | Övrigt   |
| --------- | ------------------------ | ------------ | -------- |
| 1655      | Daniel Persson           |              | Organist |
| 1657–1660 | Håkan                    |              | Organist |
| 1660–1665 | Göran Beijer             | –1679        | Organist |
| 1667–1675 | Per Andersson            |              | Organist |
| 1676–     | Kristian Jönsson         |              | Organist |
| 1680–1720 | Jonas Andersson Landin   | –ca 1733     | Organist |
| 1723–1724 | Johan Lundelius          | ca 1686–1755 | Organist |
| 1724–1733 | Jonas Andersson Landin   | –ca 1733     | Organist |
| 1734–1759 | Israel Larsson Hedengren | ca 1703–1760 | Organist |
| 1759–1769 | Peter Darelius           | 1736–1795    | Organist |
| 1769–1784 | Anders Bergsten          | 1742–1814    | Organist |
| 1784      | Sv. Hagquist             |              | Organist |
| 1784–1785 | Karl Bergsten            | 1763–1836    | Organist |
| 1785–1787 | Johan Westman            | 1760–1840    | Organist |
| 1787–1809 | Johan Griberg            | 1761–1809    | Organist |
| 1809–1854 | Samuel Rythén            | 1781–1854    | Organist |
| 1856–1871 | Karl Johan Bergvall      | 1823–1871    | Organist |
| 1874–1895 | Karl August Pettersson   | 1833–1895    | Organist |